# Patroniem
Een patroniem of vadersnaam is een naam, al dan niet officieel, die aangeeft hoe de vader van de naamdrager heet. Nederlandse familienamen als Jans(s)en, Claes Willems(en) (Willemszoon), Hendriks, Jacobs en Hermans waren oorspronkelijk patroniemen. Men noemt dat versteende patroniemen.

## Europa

### Baskenland en Spanje
In de Baskische taal komt een suffix -(r)ena voor met de betekenis "behorende bij", zoals in de achternamen Otxotorena (= horende bij het wolfje, ; otxoa = wolf) Perurena. Verder komt in achternamen die afgeleid zijn van een persoonsnaam de uitgang -az /-ez /-iz /-oz voor met de betekenis "van" of "zoon van", zoals in Munioz (zoon van Munio, Spaans: Muñoz). Veel edelen van het middeleeuwse Spanje hadden een Baskische oorsprong. Veel taalkundigen geloven dat hun oorspronkelijk Baskische gewoontes van naamgeving ook in het niet-Baskische gedeelte van Spanje zijn nagevolgd. Het veel voorkomende Spaanse achtervoegsel -ez, zoals in de namen Lopez (afgeleid van "lopo/ lobo" =  "wolf") of Fernandez (afgeleid van "Fernando") is wellicht dus van Baskische origine.

### Griekenland
In het Grieks is -ides een soortgelijke uitgang als -ing of -ink in Oost-Nederland. De e in deze uitgang is een èta, die in het Nieuwgrieks als i uitgesproken wordt. Veel Griekse achternamen eindigen hierop. In de 17e en 18e eeuw werd deze uitgang ook wel door Nederlanders, die wilden laten zien dat ze hun klassieken kenden, dus hadden kunnen studeren en daarmee tot de betere kringen behoorden, aan hun achternaam toegevoegd: Jansonides.

### Nederland
In Noord-Nederland geven de uitgangen als -ma of -sma dit aan (voorbeeld Jansma, Broersma en Gjaltema). Dit zou een verkorting zijn van -uma of -suma. Hierbij functioneert de uitgang -a in het Oud-Fries als een genitief, oftewel een van .... Het woordlid um wordt gezien als een verbastering van het woord heim. De betekenis van de uitgang -ma wordt dan: iemand van het erf van ... oftewel de zoon/dochter van. Deze achternamen duiden vaak op het bezit van een eigen, ongepachte boerderij. In bepaalde gedeeltes van Zuid-Nederland was het gebruikelijk om zowel een patroniem als een familienaam te gebruiken, bijvoorbeeld Jan Jans van Galder. Soms werden daarbij meer generaties vermeld: Gerrit Peter Wouters Jans van der Schuur (Gerrit, zoon van Peter, zoon van Wouter, zoon van Jan).
In ruimere zin kunnen ook de in Groningen, Drenthe, Overijssel en Gelderland voorkomende familienamen op -ing of -ink tot de patroniemen worden gerekend: Wiebing = afstammeling van Wiebe; Wesselink = afstammeling van Wessel. Maar omdat het achtervoegsel -ing, -inga in de Nedersaksische streektalen een ruimere betekenis behorende bij heeft, wordt het in achternamen ook wel aan andere woorden gehecht: Banning, Hijink, Veltink, Waterink. Het algemeen Germaanse suffix -ing is overigens zeer oud. De afstammelingen van Karel Martel worden de Karolingen genoemd; zie ook de naam Vikingen.
In Friesland zijn patroniemen hier en daar nog in officieus gebruik. De naam van de vader met de genitiefuitgang -s wordt daarbij soms gevolgd door de achternaam, zoals in Pieter Jelles (Troelstra). In het Noord-Brabantse Liessel sprak men tot voor kort nog van Tijsse Toontjes Grardje als men Grard Janssen (1878-1951), zoon van Toon Janssen en kleinzoon van Tijs Janssen, bedoelde.
In het Nederlands kwam -dochter ook soms voor.

### Roemenië
In het Roemeens werden -escu en -eanu gebruikt, zoals in Petrescu (zoon van Petre).

### Scandinavië
In Scandinavische talen werd het patroniem gevormd door -son (later -sen in het Deens en Noors), 'zoon van' en -dotter (of in het IJslands -dóttir), 'dochter van'. In het Nederlands kwam -dochter ook soms voor. Op het Scandinavische vasteland is de patronymische naamgeving, net als in Nederland, vervangen door een officieel systeem van familienamen, maar in IJsland is het de officiële manier van naamgeving (zie: IJslandse namen).

### Slavisch gebied
In Oost-Slavisch taalgebied maakt de zogenoemde отчество (ottsjestvo, vrij vertaald: vadersnaam) nog steeds deel uit van de officiële naam, samen met voor- en achternaam. In Rusland wordt de vadersnaam in alle officiële documenten (zoals paspoort) vermeld, maar niet in de reispas en andere documenten die voor het gebruik in het buitenland bestemd zijn. In het Russisch wordt Ivan, zoon van Nikolaj, Ivan Nikolajevitsj (-jevitsj of -ovitsj is 'zoon van', -jevna of -ovna is 'dochter van'). Vadersnamen helpen om de verschillende personen, die diezelfde voor- en achternaam hebben, niet met elkaar te verwarren (het geven van meer voornamen gebeurt in Rusland niet).
In Rusland blijft het aanspreken met achtereenvolgens voor- en vadersnaam (bijvoorbeeld Vitali Sergejevitsj) de meest beleefde en officiële aanspreekvorm. Het aanspreken met vadersnaam alleen daarentegen wordt als minachtend beoordeeld, hoewel het ook sympathie kan uitdrukken bij familiair gebruik, bijvoorbeeld in het gesprek tussen een café-uitbater en een (vaste) klant.

## Midden-Oosten
In het Arabisch is ibn, (ook wel bin), in het Hebreeuws ben (beide woorden betekenen zoon) gebruikelijk om in een persoonsnaam de vader aan te geven: Mohammed ibn Joessoef, Baruch ben Samuel, Osama bin Laden.